# Ваймалу (Гаваї)
Ваймалу (англ. Waimalu) — переписна місцевість (CDP) в США, в окрузі Гонолулу штату Гаваї. Населення — 13 817 осіб (2020).

## Географія
Ваймалу розташований за координатами 21°23′22″ пн. ш. 157°56′0″ зх. д. / 21.38944° пн. ш. 157.93333° зх. д. (21.389508, -157.933367).  За даними Бюро перепису населення США в 2010 році переписна місцевість мала площу 4,97 км², з яких 4,74 км² — суходіл та 0,23 км² — водойми.

## Демографія
Згідно з переписом 2010 року, у переписній місцевості мешкало 13 730 осіб у 5587 домогосподарствах у складі 3376 родин. Густота населення становила 2761 особа/км².  Було 5855 помешкань (1178/км²).
Расовий склад населення:
| - 49,2 % — азіатів - 17,3 % — білих - 7,7 % — вихідців з тихоокеанських островів - 2,7 % — чорних або афроамериканців - 0,3 % — корінних американців - 1,0 % — осіб інших рас |

До двох чи більше рас належало 21,8 %. Частка іспаномовних становила 8,5 % від усіх жителів.
За віковим діапазоном населення розподілялося таким чином: 17,8 % — особи молодші 18 років, 67,3 % — особи у віці 18—64 років, 14,9 % — особи у віці 65 років та старші. Медіана віку мешканця становила 40,1 року. На 100 осіб жіночої статі у переписній місцевості припадало 102,3 чоловіків;  на 100 жінок у віці від 18 років та старших — 100,7 чоловіків також старших 18 років.
Середній дохід на одне домашнє господарство  становив 84 227 доларів США (медіана — 71 486), а середній дохід на одну сім'ю — 98 168 доларів (медіана — 88 958). Медіана доходів становила 55 126 доларів для чоловіків та 46 783 долари для жінок. За межею бідності перебувало 6,6 % осіб, у тому числі 6,7 % дітей у віці до 18 років та 1,8 % осіб у віці 65 років та старших.
Цивільне працевлаштоване населення становило 6635 осіб. Основні галузі зайнятості: освіта, охорона здоров'я та соціальна допомога — 18,2 %, публічна адміністрація — 13,9 %, мистецтво, розваги та відпочинок — 12,6 %.